# Dorothea Schlegel

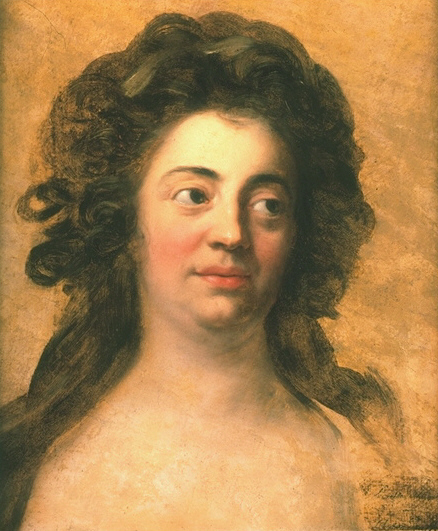
Anton Graff: Porträt von Brendel Veit, geborener Mendelssohn (um 1790; Alte Nationalgalerie, Berlin)

Dorothea Friederike Schlegel, geboren als Brendel Mendelssohn (* 24. Oktober 1764 in Berlin; † 3. August 1839 in Frankfurt am Main), seit 1814 auch von Schlegel, war eine Literaturkritikerin und Schriftstellerin der Romantik, Lebensgefährtin und spätere Ehefrau von Friedrich Schlegel. Die Tochter des jüdischen Aufklärers Moses Mendelssohn war eine der prominentesten jüdischen Frauen, die um 1800 zum Christentum übertraten.

## Leben
Brendel Mendelssohn wurde am 24. Oktober 1764 als zweite Tochter von Moses und Fromet Mendelssohn geboren. Mit vierzehn Jahren wurde sie im Jahr 1778 mit dem zehn Jahre älteren Kaufmann Simon Veit verlobt, den sie am 30. April 1783 im Alter von achtzehn Jahren heiratete. Zwischen 1787 und 1793 bekam sie vier Söhne, von denen zwei überlebten:  Jonas Veit und Philipp Veit, die später zu den Mitbegründern der nazarenischen Malerschule wurden. Im Salon ihrer Freundin Henriette Herz lernte sie im Juli 1797 den jungen Friedrich Schlegel kennen, der noch im selben Jahr ihr Geliebter wurde. Friedrich Schlegels für damalige Verhältnisse skandalöser Roman Lucinde (1799) ist eine ins Programmatische ausgeweitete Darstellung ihrer freizügigen Beziehung.
Am 11. Januar 1799 ließ sich das Ehepaar Veit durch ein Rabbinatsgericht scheiden. Brendel Veit erhielt das Sorgerecht für ihren jüngeren Sohn Philipp Veit unter der Bedingung, nicht wieder zu heiraten, sich nicht taufen zu lassen und ihre Kinder nicht zum Übertritt zum Christentum zu bewegen. Durch die Scheidung verlor sie außerdem die Berechtigung, in Berlin zu leben. Seit der Scheidung nannte sie sich Dorothea, indem sie ihren jüdischen Vornamen ablegte. Sie lebte nun frei und öffentlich mit Friedrich Schlegel zusammen. Sie zog mit ihm, seinem Bruder August Wilhelm Schlegel und dessen Frau Caroline nach Jena, um dort, wo sich mit Novalis, Ludwig Tieck und Schelling ein Zentrum der literarischen Romantik etablierte, eine Lebens- und Arbeitsgemeinschaft zu bilden. Dorothea wurde durch die Jenaer Gemeinschaft zum ersten Band des Romans Florentin (1801) angeregt, der anonym unter der Herausgeberschaft Friedrich Schlegels erschien und in dem sie Goethes Wilhelm Meister und Tiecks Franz Sternbalds Wanderungen nacheiferte.
1802 übersiedelte das Paar nach Paris, wo Dorothea 1804 zum Protestantismus übertrat und die Trauung mit Friedrich Schlegel vollzog. Im selben Jahr zog das Ehepaar nach Köln. In den folgenden Jahren übersetzte sie verschiedene Werke aus dem Französischen, darunter Erinnerungen wie jene der Margarete von Valois, Rittergeschichten sowie Germaine de Staëls Roman Corinna oder Italien (vier Bände, 1807), der wiederum unter dem Namen ihres Mannes als Herausgeber und Übersetzer erschien. Schlegel sollte viele Arbeiten seiner Frau sogar in seine Werkausgabe aufnehmen. Dorothea verstand sich auch selbst als Zuarbeiterin ihres Mannes und wünschte sich, „Friedrich sein Geselle zu werden“. In den von Schlegel herausgegebenen Zeitschriften erschienen zudem literaturkritische Arbeiten seiner Frau.
1808 wechselte Dorothea, noch in Köln, erneut die Religion, diesmal gemeinsam mit Friedrich Schlegel, indem beide zum Katholizismus übertraten – wofür Schlegels protestantische Familie, die diesen Religionswechsel missbilligte, sie verantwortlich machte. Die Tochter des prominenten jüdischen Vertreters der Aufklärung und Toleranz war nun gemeinsam mit ihrem zweiten Mann davon überzeugt, dass es außerhalb der katholischen Kirche kein Heil gebe, und bemühte sich, unter ihren Freunden und in ihrer Familie Proselyten zu werben, worauf sich 1810 auch ihre beiden Söhne katholisch taufen ließen. 1808 zog das Paar auch nach Wien, wo Dorothea Schlegel zeitweise Umgang mit Rahel Varnhagen von Ense – einer alten Freundin aus Berliner Tagen –, Wilhelm von Humboldt und Joseph von Eichendorff pflegte. Nach einem vorübergehenden Aufenthalt in Frankfurt am Main (1816–1818), wo ihr Mann als österreichischer Diplomat beim Bundestag des Deutschen Bundes tätig war, zog das Paar 1818 nach Rom, wo Dorotheas nazarenisch gesinnte Söhne als Maler arbeiteten. Als ihr Mann 1829 starb, übersiedelte sie nach Frankfurt zu ihrem Sohn Philipp, der dort Direktor des Städelschen Kunstinstituts war.
Ihr Grab befindet sich auf dem Frankfurter Hauptfriedhof, im Gewann B, Grabnummer 180.

## Ehrungen
Nach ihr ist der Dorothea-Schlegel-Platz in Berlin sowie die Dorothea-Veit-Straße in Jena-Lobeda benannt.

## Werke
- Rezension über Werke von Ramdohr, Engel und Parny, von D. (Dorothea) Schlegel, in: Athenaeum, Bd. III, 2. Stück, 1800, S. 238–266.
- Florentin, Lübeck und Leipzig 1801. (Digitalisat und Volltext im Deutschen Textarchiv). Neuausgabe Hofenberg, Berlin 2015, ISBN 978-3-8430-9729-1
- Gespräch über die neueren Romane der Französinnen. In: Europa (Zeitschrift, herausgegeben von Friedrich Schlegel).
- Geschichte des Zauberers Merlin, Leipzig 1804. Neuausgabe Hofenberg, Berlin 2015, ISBN 978-3-8430-9738-3